# Азиатский банк инфраструктурных инвестиций
Азиатский банк инфраструктурных инвестиций (АБИИ) (китайский 亚洲基础设施投资银行 англ. Asian Infrastructure Investment Bank, AIIB) — международная финансовая организация, создание которой было предложено Китаем. Основные цели, которые преследует АБИИ, — стимулирование финансового сотрудничества в Азиатско-Тихоокеанском регионе, финансирование инфраструктурных проектов в Азии от строительства дорог и аэропортов до антенн связи и жилья экономкласса.
По заявлениям вице-премьера России Игоря Шувалова, AБИИ не рассматривается как потенциальный конкурент МВФ, Всемирного банка и Азиатского банка развития (АБР). Однако эксперты рассматривают AIIB как потенциального конкурента базирующихся в США Международного валютного фонда (МВФ) и Всемирного банка. После сообщений об успехах AIIB американский министр финансов США Джейкоб Лью предупредил, что международным финансовым организациям в США, таким как ВБ и МВФ, грозит потеря доверия.
Китай, Индия и Россия возглавили организацию, оказавшись в тройке крупнейших владельцев голосов. При этом на важнейшие решения КНР имеет фактическое право вето.

## История
Первые новости об АБИИ появились в октябре 2013 года. В ходе визита в Индонезию на переговорах с Президентом Индонезии Сусилой Бамбангом Юдойоно Председатель КНР Си Цзиньпин предложил создать АБИИ для содействия развитию и экономической интеграции азиатского региона. Китай был разочарован низкими темпами реформ и другими проблемами в таких всемирных финансовых организациях как МВФ, Всемирный банк, Азиатский банк развития. Кроме того, учитывалось, что они в первую очередь действуют в интересах США, Европы и Японии. АБР оценил, что регион потребует около 8 триллионов долларов инвестиций в инфраструктуру в период 2010-2020 годов для сохранения экономического развития. Существуют надежды, что новый банк позволит Китаю профинансировать такие проекты и увеличит его роль в экономическом развитии региона.
В июне 2014 года Китай предложил удвоить уставной капитал банка, увеличив его с 50 млрд до 100 млрд долларов, и пригласил Индию к участию в проекте.
24 октября 2014 года на церемонии в Пекине был подписан «Меморандум о взаимопонимании» (англ. Memorandum of Understanding, MOU). Меморандум подписали представители 21 страны: Китая, Индии, Таиланда, Малайзии, Сингапура, Филиппин, Пакистана, Бангладеш, Брунея, Камбоджи, Казахстана, Кувейта, Лаоса, Мьянмы, Монголии, Непала, Омана, Катара, Шри-Ланки, Узбекистана и Вьетнама. Все эти страны получили статус «потенциальных членов-учредителей» (англ. Prospective Founding Members, PFM). Меморандум был открыт для подачи другими странами заявок на вступление в потенциальные члены-учредители до 31 марта 2015 года.
Следующий этап — разработка и согласование Соглашения о создании организации (англ. Articles of Agreement, AOA) — был начат на первой встрече представителей стран-участников в Куньмине 27—28 ноября 2014 года. На второй встрече в Мумбаи 15—16 января 2015 года подготовка была продолжена, и на третьей встрече в Алма-Ате 30—31 марта 2015 года было заявлено, что текст Соглашения будет окончательно подготовлен и предложен к подписанию потенциальным членам-учредителям в июне 2015 года. Процедура подписания Соглашения может завершиться к концу 2015 года.
Япония, являющаяся одной из ведущих стран Азии, отказалась от участия в создании АБИИ под давлением США, тем не менее США выступают за сотрудничество Азиатского банка инфраструктурных инвестиций с Всемирным банком. Министерство финансов США поддерживает идею создания АБИИ.
Своё желание о готовности вступить в Азиатский банк инфраструктурных инвестиций выразил Тайвань, если получит такое приглашение от АБИИ, но 31 марта 2015 года Тайвань сам подал заявку на присоединение к Азиатскому банку инфраструктурных инвестиций используя при этом название Китайский Тайбэй. Си Цзиньпин также настаивал на том, что Фонд Шелкового пути и Азиатский банк инфраструктурных инвестиций будут способствовать «экономической взаимосвязи и индустриализации нового типа и способствовать общему развитию всех стран, а также совместное пользование плодами развития».

## Структура
Трехуровневая система управления, состоящая из 
1. Совета управляющих (Board of Governors), каждая страна-член представлена одним местом.
2. Совета директоров (Board of Directors), 12 мест.
3. Исполнительных органов (Bank’s Management)
  1. Президент
  2. Вице-президенты
  3. Прочие

## Страны-участники
Страной-организатором выступает Китай, предлагающий сформировать половину капитала будущей организации, но не претендующий на главенство в его работе. Первоначально «Меморандум о взаимопонимании» подписали представители 21 страны, затем к ним добавились другие потенциальные члены-учредители.
По состоянию на 2022 год, членами организации являются 89 государств (57 из которых являются учредителями).
Чехия, Нигерия, Ирак и Украина рассматривает возможность присоединения к Азиатскому банку инфраструктурных инвестиций. Колумбия, Япония и Соединённые Штаты Америки не имеют непосредственного намерения вступать. КНДР получила отказ от Китая в качестве члена АБИИ. 31 марта Тайвань подал заявку на присоединение к АБИИ в качестве члена-основателя через Управление по делам Тайваня под названием «Китайский Тайбэй», но она была отвергнута Китаем 13 апреля без уточнения причин. Однако Китай допускает членство Тайваня в более поздний срок. Представитель министерства иностранных дел Китая Хуа Чуньин заявила, что Тайвань должен избегать заявлений в духе «двух Китаев» или «Одного Китая, одного Тайваня».
Примечание к таблице:
К региональным членам также относятся государства Азии частично расположенные в Европе (Россия, Казахстан и Турция), страны Азии относимые к Европе по историко-культурным и политическим мотивам (Азербайджан, Грузия и Кипр), а также страны относимые к Азиатско-Тихоокеанскому региону (Австралия и государства Океании).
| Страна/Регион     | Дата                                |
| ----------------- | ----------------------------------- |
| Австралия         | 13 апреля 2015                      |
| Азербайджан       | 15 апреля 2015                      |
| * Бангладеш       | 24 октября 2014                     |
| * Бруней          | 24 октября 2014                     |
| Восточный Тимор   | 22 ноября 2017                      |
| * Камбоджа        | 24 октября 2014                     |
| * Китай           | 24 октября 2014 (Страна-основатель) |
| Грузия            | 12 апреля 2015                      |
| * Индия           | 24 октября 2014                     |
| Индонезия         | 25 ноября 2014                      |
| Иран              | 3 апреля 2015                       |
| Израиль           | 15 апреля 2015                      |
| Иордания          | 7 февраля 2015                      |
| * Казахстан       | 24 октября 2014                     |
| Кипр              | 25 июня 2018                        |
| Республика Корея  | 11 апреля 2015                      |
| * Кувейт          | 24 октября 2014                     |
| Киргизия          | 9 апреля 2015                       |
| * Лаос            | 24 октября 2014                     |
| * Малайзия        | 24 октября 2014                     |
| Мальдивы          | 31 декабря 2014                     |
| * Монголия        | 24 октября 2014                     |
| * Мьянма          | 24 октября 2014                     |
| * Непал           | 24 октября 2014                     |
| Новая Зеландия    | 25 декабря 2015                     |
| * Оман            | 24 октября 2014                     |
| * Пакистан        | 24 октября 2014                     |
| * Филиппины       | 24 октября 2014                     |
| * Катар           | 24 октября 2014                     |
| Россия            | 14 апреля 2015                      |
| Самоа             | 3 апреля 2018 г.                    |
| Саудовская Аравия | 13 января 2015                      |
| * Сингапур        | 24 октября 2014                     |
| * Шри-Ланка       | 24 октября 2014                     |
| Таджикистан       | 13 января 2015                      |
| * Таиланд         | 24 октября 2014                     |
| Турция            | 10 апреля 2015                      |
| ОАЭ               | 3 апреля 2015                       |
| * Узбекистан      | 24 октября 2014                     |
| Фиджи             | 28 декабря 2016                     |
| Вануату           | 6 марта 2018                        |
| * Вьетнам         | 24 октября 2014                     |

| Страна         | Дата             |
| -------------- | ---------------- |
| Австрия        | 11 апреля 2015   |
| Аргентина      | 18 ноября 2020   |
| Бельгия        | 10 июля 2019 г.  |
| Бразилия       | 12 апреля 2015   |
| Великобритания | 28 марта 2015    |
| Венгрия        | 26 июня 2017     |
| Дания          | 12 апреля 2015   |
| Египет         | 14 апреля 2015   |
| Финляндия      | 12 апреля 2015   |
| Франция        | 2 апреля 2015    |
| Гана           | 21 февраля 2020  |
| Германия       | 1 апреля 2015    |
| Греция         | 20 августа 2019  |
| Исландия       | 15 апреля 2015   |
| Италия         | 2 апреля 2015    |
| Канада         | 19 марта 2018    |
| Кот-д'Ивуар    | 26 февраля 2020  |
| Люксембург     | 27 марта 2015    |
| Мадагаскар     | 25 июня 2018     |
| Мальта         | 9 апреля 2015    |
| Нидерланды     | 12 апреля 2015   |
| Новая Зеландия | 5 января 2015    |
| Норвегия       | 14 апреля 2015   |
| Нидерланды     | 25 декабря 2015  |
| Польша         | 15 апреля 2015   |
| Португалия     | 15 апреля 2015   |
| Руанда         | 16 апреля 2020   |
| Румыния        | 28 декабря 2018  |
| Сербия         | 15 августа 2019  |
| ЮАР            | 15 апреля 2015   |
| Испания        | 11 апреля 2015   |
| Эфиопия        | 13 мая 2017      |
| Судан          | 13 сентября 2018 |
| Швеция         | 15 апреля 2015   |
| Швейцария      | 28 марта 2015    |
| Уругвай        | 28 апреля 2020   |
| Эквадор        | 1 ноября 2019    |

| Страна/Регион                |
| Армения                      |
| Бенин                        |
| Боливия                      |
| Венесуэла                    |
| Чили                         |
| Хорватия                     |
| Кения                        |
| Кувейт                       |
| Ливан                        |
| Ливия                        |
| Марокко                      |
| Папуа - Новая Гвинея         |
| Перу                         |
| Сенегал                      |
| Того                         |
| Тунис                        |
| * Китайский Тайбэй (Тайвань) |

Примечание страны/региона
- * подписали меморандум

### Россия и АБИИ
28 марта 2015 года Россия решила вступить в Азиатский банк инфраструктурных инвестиций (AБИИ), созданный по инициативе Китая. Об этом сообщил первый вице-премьер РФ Игорь Шувалов. Председатель КНР Си Цзиньпин поприветствовал решение России вступить в создаваемый Китаем Азиатский банк инфраструктурных инвестиций (Asian Infrastructure Investment Bank, AIIB), заявил министр финансов Китая Лоу Цзивэй.
14 апреля 2015 года Россия стала потенциальным членом-учредителем Азиатского банка инфраструктурных инвестиций.
29 июня 2015 года в Пекине представители 57 стран подписали соглашение о создании банка. Китай, Индия и Россия являются тремя крупнейшими акционерами, получив 26,06 %, 7,5 % и 5,92 % голосов соответственно. 
В январе 2016 года было объявлено, что представитель России Алексей Улюкаев вошёл в Совет управляющих.
5 февраля 2016 года было объявлено о назначении вице-президентов банка, Российского представителя среди них не оказалось . Вошли представилели Великобритании, Индии, Германии, Индонезии и Южной Кореи.

## Реакция
Президент Всемирного Банка Джим Ён Ким положительно высказался о создании нового банка. Президент Азиатского банка развития Такэхико Накао отметил, что Азии необходимы инвесторы в инфраструктуру и выразил готовность наладить сотрудничество между АБР и АБИИ.

### Влияние на экологию
Поскольку банк все ещё находится в начале своего существования, у него нет экологических достижений. Однако несколько организаций выразили обеспокоенность по поводу экологической политики предлагаемого банка из-за высокой доли Китая в бизнесе банка. Хотя предложенный банк заявил, что «AIIB будет учиться на передовом опыте в мире и примет международные стандарты защиты окружающей среды», оксфордский ученый в области экономики и энергетической политики Юге Ма утверждал, что это может быть сложно в развивающихся странах Азии.